# 23 Марина
„23 Марина“ е жилищен небостъргач, намиращ се в Дубай, ОАЕ.
Бил е най-високият изцяло жилищен небостъргач в света до завършването на близкия „Принсес Тауър“. Построен е през периода 2006 – 2011 г. 79 % от сградата е продадена, още преди изграждането да бъде започнато.
По проект зданието е с 89 етажа и височина 395 метра, 57 басейна, като всеки дуплекс в небостъргача е със свой собствен асансьор. След завършването му е с 88 етажа.